# Almirante Brownklasse
De Almirante Brownklasse is een klasse van vier torpedobootjagers in dienst gesteld bij de Argentijnse marine tussen 1983 en 1984. De bouw van de ARA Almirante Brown en haar zusterschepen werd in het vlootplan van 1974 vastgelegd ter vervanging van oudere oorlogsschepen. De schepen werden gebouwd door Blohm + Voss in Hamburg, volgens het MEKO 360H2-type. ARA Sarandí is momenteel het vlaggenschip van de Argentijnse vloot.

## Schepen
- ARA Almirante Brown (D-10), in dienst in februari 1983
- ARA La Argentina (D-11), in dienst in mei 1983
- ARA Heroína (D-12), in dienst in november 1983
- ARA Sarandí (D-13), in dienst in april 1984

De vier schepen hebben de marinehaven Puerto Belgrano als thuishaven. Dit is de grootste marinehaven van het land en ligt bij Bahía Blanca.
De ARA Almirante Brown, met de korvet ARA Spiro, zijn in september 1990 naar de Perzische Golf gevaren om deel te nemen aan de blokkade van Irak nadat dit land Koeweit was binnengevallen. In april 1991 keerde het schip terug naar de thuishaven.